# Tetraclea coulteri
Tetraclea coulteri är en kransblommig växtart som beskrevs av Asa Gray. Tetraclea coulteri ingår i släktet Tetraclea och familjen kransblommiga växter. Inga underarter finns listade i Catalogue of Life.